# Orontioideae
Orontioideae, potporodica kozlačevki, dio reda Alismatales. Sastoji se od tri živa roda vodnih trajnica i jednog fosilnog. Tipični rod je zlatni buzdovan (Orontium), a ostala dva su lizihiton i smrdljivi ugljen.

## Rodovi
1. Tribus Orontieae Dumort.
  1. Orontium L. (1 sp.)
2. Tribus Symplocarpeae Engl.
  1. Lysichiton Schott (2 spp.)
  2. Symplocarpus Salisb. ex Barton (5 spp.)

- †Orontiophyllum J.Kvaček & S.Y.Smith